# Chiesa di Santa Marta (Messina)
La chiesa di Santa Marta è un luogo di culto di Messina ubicato nell'omonima via Santa Marta.
Fa parte dell'arcidiocesi di Messina-Lipari-Santa Lucia del Mela, vicariato di Messina Centro sotto il patrocinio della Madonna della Lettera, arcipretura di Messina.

## Descrizione
La chiesa è situata nei pressi dell'incrocio tra la via Santa Marta e via Camaro, è facilmente individuabile sia dal viale Italia che dall'omonima via. 
L'edificio fu costruito intorno agli anni 10 del XX secolo, qualche anno dopo il tragico terremoto del 1908. 
La facciata è in stile Neoclassico.
L'interno presenta una singola navata che collega il luogo di culto alla cappella del santissimo Sacramento, alla sagrestia e all'ufficio del sacerdote. 
All'interno della parrocchia sono rilevanti a livello artistico il quadro della "Immacolata concezione della Vergine Maria" attribuibile ad Antonello Riccio datato 1586 e il quadro della "Morte di San Bartolomeo" di G.Russo datato 1934.